# Бежевий колір

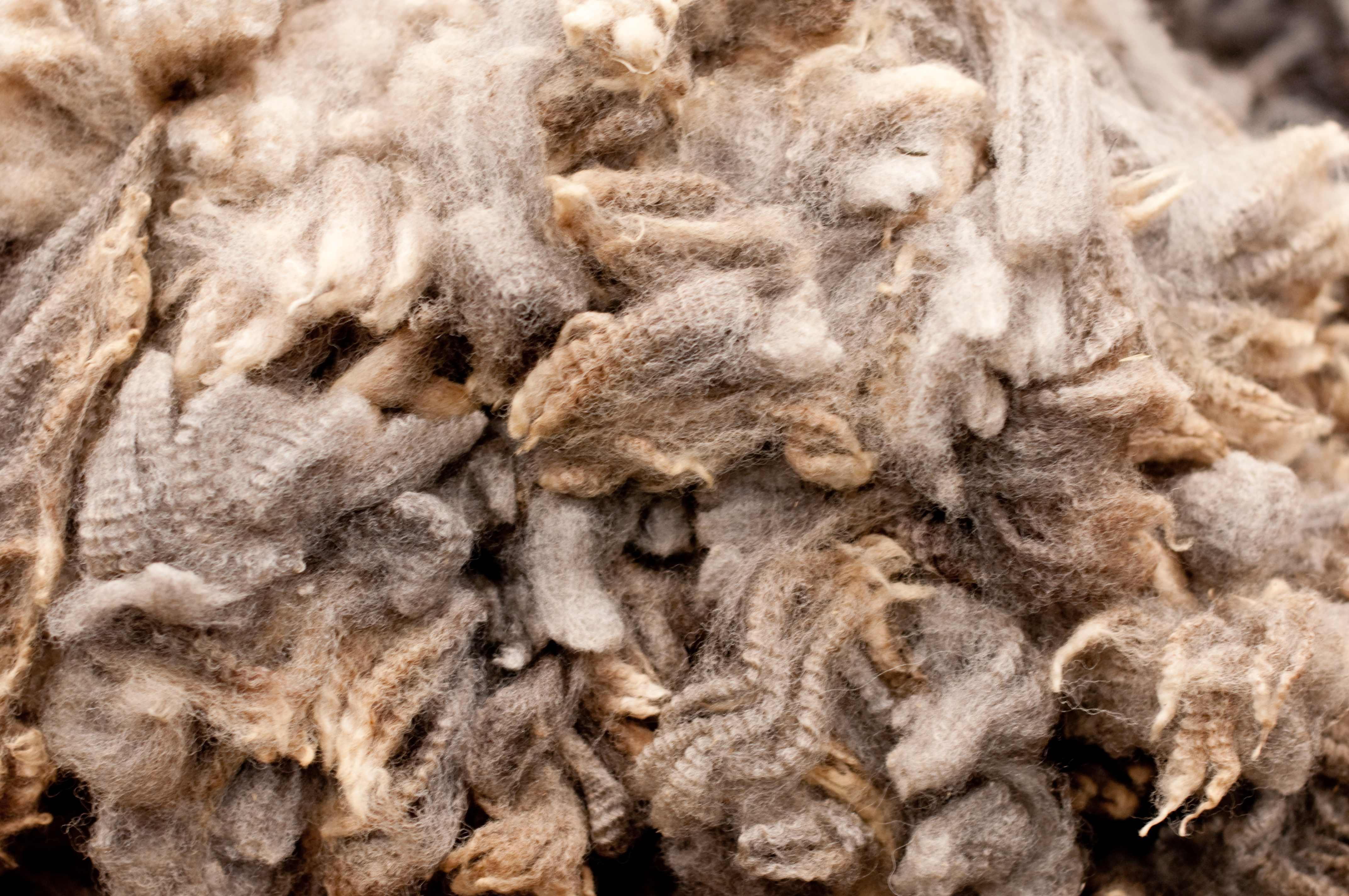
Beige — французьке слово для природної вовни. На фото — щойно острижена вовна з Королівського зимового ярмарку.

Бе́жевий або бежо́вий колір, беж (від фр. beige — «нефарбована вовна», що сходить до лат. baeticus — «з Бетики») — світло-брунатний із кремовим відтінком колір.